# Санта Катерина Вилармоза
Санта Катерина Вилармоза (итал. Santa Caterina Villarmosa) је насеље у Италији у округу Калтанисета, региону Сицилија.
Према процени из 2011. у насељу је живело 5507 становника. Насеље се налази на надморској висини од 606 м.

## Становништво
Према резултатима пописа становништва 2011. у општини је живело 5.727 становника.
| 1931. | 1936. | 1951.  | 1961.  | 1971. | 1981. | 1991. | 2001. | 2011. |
| ----- | ----- | ------ | ------ | ----- | ----- | ----- | ----- | ----- |
| 9.195 | 9.586 | 10.835 | 10.297 | 8.583 | 8.071 | 6.541 | 6.087 | 5.727 |